# Ravnište (gmina Brus)
Ravnište (cyr. Равниште) – wieś w Serbii, w okręgu rasińskim, w gminie Brus. W 2011 roku liczyła 83 mieszkańców.